# Jean Palmero
Pour les articles homonymes, voir Palmero.
Jean Palmero, né le 17 décembre 1912 à Marseille (Bouches-du-Rhône) et mort le 15 janvier 1999 à Paris, est un homme politique français.

## Biographie
Instituteur de profession, Jean Palméro devient directeur des Écoles normales départementales de garçons de Privas puis de Troyes. Désigné tête de liste de la SFIO en Ardèche, Palméro est élu à la suite de l'invalidation du candidat poujadiste Maurice Guichard et il sera proclamé députe le 19 avril 1956. Jean Palméro sera candidat pour les élections législatives de 1958 dans la 1re circonscription de Privas mais il est battu au premier-tour en obtenant 8,47 % et loin devant les principaux candidats comme André Chareyre et Roger Roucaute.

## Fonctions

### Mandat électif
- 1956-1958 : Député de l'Ardèche

## Distinction
- Chevalier de la Légion d’honneur